# Francesco Castegnaro
Francesco Castegnaro, né le 28 avril 1994 à San Bonifacio (Vénétie), est un coureur cycliste italien. Il participe à des compétitions sur route et sur piste.

## Palmarès sur route

### Par année
- 2013
  - Coppa San Vito
- 2014
  - 10e étape du Tour de Nouvelle-Calédonie
  - 2e de la Coppa Ardigò
- 2015
  - 2e, 6e, 7eb (contre-la-montre), 11e et 12e étapes du Tour de Nouvelle-Calédonie
  - 3e du Gran Premio della Liberazione
- 2016
  - 2e de la Targa Crocifisso
  - 3e du Gran Premio della Liberazione

### Classements mondiaux
| Année           | 2015 | 2016   |
| --------------- | ---- | ------ |
| UCI Europe Tour | 638e | 1 066e |

## Palmarès sur piste

### Championnats du monde
- Cali 2014
  - 17e de l'omnium
- Hong Kong 2017
  - 10e du scratch[3]

### Championnats d'Europe
- Anadia 2012
  -  Champion d'Europe du scratch juniors

### Championnats nationaux
- 2011
  - 3e du championnat d'Italie de poursuite juniors
- 2013
  - 2e du championnat d'Italie de course aux points
  - 2e du championnat d'Italie du scratch
  - 2e du championnat d'Italie de l'omnium
  - 3e du championnat d'Italie de poursuite par équipes
- 2014
  -  Champion d'Italie de poursuite par équipes (avec Michael Bresciani, Piergiacomo Marcolina et Alex Buttazzoni)
  - 3e du championnat d'Italie de vitesse par équipes
  - 3e du championnat d'Italie de l'américaine
  - 3e du championnat d'Italie de course derrière derny
- 2015
  - 3e du championnat d'Italie de course derrière derny
- 2016
  -  Champion d'Italie de course derrière derny
  - 3e du championnat d'Italie de poursute